# Vindefontaine
Vindefontaine – miejscowość i dawna gmina we Francji, w regionie Kraj Loary, w departamencie Maine i Loara. W 2013 roku jej populacja wynosiła 332 mieszkańców. 
1 stycznia 2016 roku połączono sześć wcześniejszych gmin: Amfreville, Cretteville, Gourbesville, Houtteville, Picauville oraz Vindefontaine. Siedzibą gminy została miejscowość Picauville, a nowa gmina przyjęła jej nazwę. 